# راشد الورثان
راشد الورثان (1959م) مخرج وممثل سعودي. وعمل رئيسا لقسم المسرح بجمعية الثقافة والفنون بالدمام. تم تكريمه في الدورة الـ 13 من قبل مهرجان المسرح العربي عام 2015 لقاء جهوده في المسرح السعودي.

## العمل
عين مديراً لجمعية الثقافة والفنون في الدمام عام 2011م.

## أعماله

### المسلسلات
- عائلة بو كلش (1988).
- خزنة (1990).[6]
- عيال صابر (1992).
- رحلة صيد (1993).
- الدوائر (1993).
- بحيرة الضفادع (2001).
- الإخوة الشجعان (2001).
- الحلم المر (2003).[7]
- غصات الحنين (2004).
- الزعرور (2004).
- أبطال الحروف (2004).
- مجاديف الأمل (2005).
- فواصل (2006).[8]
- بتوقيت مكة (2021).[9]
- على الهوى (2022).[10]
- خيوط المعازيب (2024).[11]

### الأفلام
- أيقظني (2017). فيلم قصير.[12]
- بلال السادس (2021).[13]
- هوبال (2024).

### المسرحيات
- هدام الديرة (1990).
- «البقشة» (2016). من تأليف راشد الورثان.[14]
- أبو الهموم (2018).
- إلعب على المضمون (2020).[15]

### سهرات تلفزيونية
- غواصين القرن العشرين

## تجربته في الإخراج
- مسرحية «الجذور» للمؤلف محمد الباشا (2000).[16]
- مسرحية «بدل فاقد» للمؤلف عبد الباقي البخيت (2016).[17]

## الجوائز والتكريم
- حصل على جائزة أضل ممثل في فعاليات المسابقة المسرحية في المهرجان الوطني للتراث والثقافة الجنادرية عام 2001م.[18]
- كرم في مهرجان الرواد والمبدعين العرب في دورته الخامسة عام 2010م.[19]
- كُرم  في الدورة الثالثة عشرة من المهرجان العربي للمسرح عام 2015م.
- كُرم من جمعية الثقافة والفنون في الدمام عام 2015م، تقديرا لمكانته، وتثمينا لما قدمه من أعمال.[20][21]

## روابط خارجية
- راشد الورثان على موقع IMDb (الإنجليزية)
- راشد الورثان على موقع قاعدة بيانات الأفلام العربية